# Bernd Abeln
Bernd Abeln (* 29. Januar 1942 in Havixbeck) ist ein deutscher Politiker (CDU) und war Staatssekretär in der hessischen Landesregierung sowie von 1987 bis 2000 Bürgermeister der Stadt Dreieich.

## Politik
Abeln war von 1987 bis 2000 Bürgermeister von Dreieich sowie von 1989 bis 2000 Mitglied des Offenbacher Kreistags. Anschließend amtierte er zunächst bis zum 31. Januar 2004 als Staatssekretär im hessischen Finanzministerium und dann bis zum Pensionseintritt 2007 im Wirtschaftsministerium. Er war dann erneut kommunalpolitisch aktiv: von 2006 bis 2021 gehörte er dem Offenbacher Kreistag an, dessen Vorsitzender er von 2016 bis 2021 war.

## Ehrenamt
Abeln war auch ehrenamtlich und in kommunalen Spitzenverbänden tätig. Dazu zählten unter anderem der Deutsche und der Hessische Städtetag sowie der Hessische Städte- und Gemeindebund. Ebenfalls war er für die Stiftung Flughafen Frankfurt/Main tätig. Im Juni 2018 wurde Bernd Abeln das Bundesverdienstkreuz durch den damaligen Ministerpräsident Volker Bouffier verliehen.